# أليساندرو براون
أليساندرو براون (بالإيطالية: Alessandro Bruno)‏ (و. 1983  م) هو لاعب كرة قدم، من إيطاليا، ولد في بينيفنتو، يلعب كلاعب وسط.